# Моє кохання
«Моє кохання» (кит.: 你的婚礼) — китайська романтична комедія 2021 року, режисером та сценаристом якої є Хань Тянь. Фільм є римейком південнокорейської кінострічки 2018 року під назвою «У день нашого весілля». У фільмі зіграли такі актори як: Ґреґ Гсу, Чжан Жонань, Дін Ґуаньсень, Янь Цзидун, Ґо Чен та Ван Шаша. Сюжет розповідає про історію першого кохання, що охоплює п'ятнадцять років, від підліткових до дорослих років життя.
Фільм вийшов у прокат 30 квітня 2021 року. Він отримав змішані відгуки критиків, але мав широкий успіх у прокаті, ставши найкасовішим романтичним комедійним фільмом 2021 року в КНР. У світовому прокаті фільм зібрав понад 114 мільйонів доларів.

## Сюжет
У старших класах Чжоу Сяоці (Ґреґ Гсу) навчався за спеціальністю «плавання». Ю Юнци (Чжан Жонань) була переведеною студенткою тієї ж середньої школи. З першого погляду Чжоу закохався в Ю. Але не встиг Чжоу висловити свої справжні почуття, як Ю поїхала, не попрощавшись. Чжоу тримає та захищає цю молоду та неосвічену чисту любов у своєму серці понад 15 років.

## Акторський склад
- Ґреґ Гсу — Чжоу Сяоці
- Чжан Жонань — Ю Юнци
- Дін Ґуаньсень — Чжан Фан
- Янь Цзидун — Чан Фань
- Ґо Чен — Чень Чень
- Ван Шаша — Ван Юйке
- Лян Цзінкан — Чень Хаоер
- Лю Сюнь — Ша Юй

## Виробництво
Основне фотографування розпочалося наприкінці травня 2020 року в таких місцях, як Фучжоу, Цюаньчжоу, Сямень, Чжанчжоу в Китаї та завершилися 28 липня 2020 року.

## Прем'єра
Прем'єра фільму «Моє кохання» відбулася в кінотеатрі Saga Luxury Cinemas в Ханчжоу 27 квітня 2021 року, а в кінотеатральний прокат у Китаї вийшов 30 квітня 2021 року. У Сінгапурі фільм вийшов у прокат 6 травня, у Брунеї — 13 травня. З 7 травня стартує прокат у кінотеатрах Північної Америки, Австралії та Нової Зеландії. На Тайвані фільм вийшов на стрімінг 9 липня, а в кінотеатральний прокат у Південній Кореї — 25 серпня. У Малайзії він мав вийти в прокат 6 травня, але був перенесений на 16 вересня у зв'язку з пандемією COVID-19.

## Касові збори
За три дні прокату в Китаї фільм «Моє кохання» зібрав 424 мільйони китайських юанів (65,6 мільйона доларів США).

## Оцінки
На китайському агрегаторі рецензій Maoyan цей фільм оцінили понад 650 000 глядачів, середня оцінка — 8/10.
Лім Янь Лу з Сінгапуру, рецензуючи фільм для Yahoo! Life, написав: «Сюжет проводить своїх глядачів через усі злети та падіння історії кохання пари. Хоча 115 хвилин можуть бути трохи довгими, деталі добре виконані, надаючи глибину не тільки персонажам, але і їхнім стосункам».

## Нагороди
| Рік  | Назва                              | Категорія                         | Одержувач     | Результат |
| ---- | ---------------------------------- | --------------------------------- | ------------- | --------- |
| 2020 | Douyin Entertainment Annual Awards | Найочікуваніший романтичний фільм | «Моє кохання» | Перемога  |
| 2021 | Huading Awards                     | Найкращий новий актор             | Ґреґ Гсу      | Номінація |